# 哦，船长，我的船长！

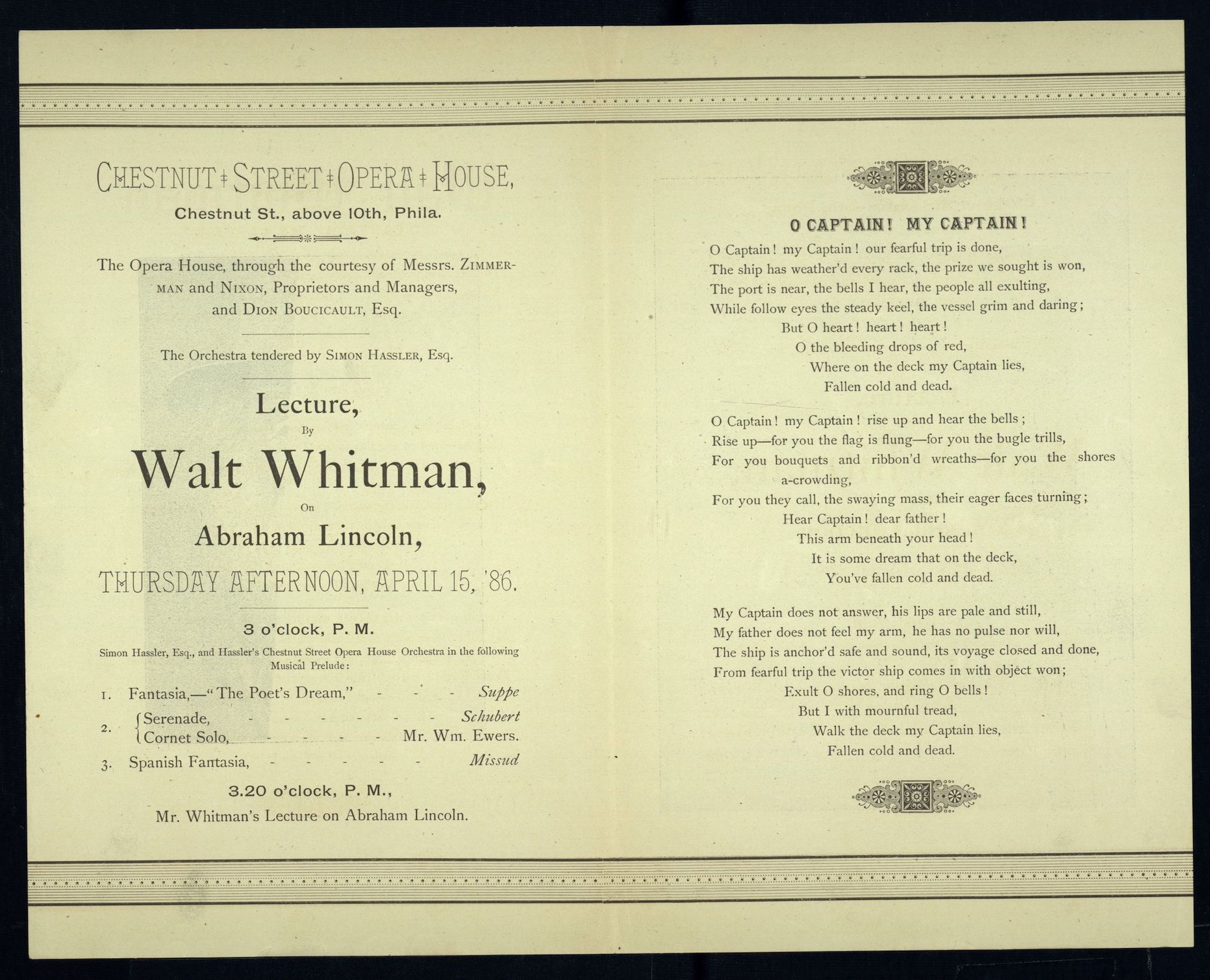
惠特曼就林肯的演讲邀请函，1886年

《哦，船长，我的船长》（英語：O Captain! My Captain!）是美国诗人瓦尔特·惠特曼为纪念美国总统亚伯拉罕·林肯之死而作的著名诗篇。最早和其他18首诗一同发表在Sequel to Drum-Taps上，另一首悼念诗是《當去年的紫丁香在庭前綻放》。该诗后收入惠特曼的《草叶集》，出现在1867年第4版中。全诗凸显了伤感和悲痛。

## 分析
惠特曼在1865年林肯遇刺后写了本诗。本诗为挽歌，悼念林肯总统。惠特曼1819年生、1892年卒，南北战争成为他人生中心事件。惠特曼坚决拥护联邦，從最开始对林肯不感兴趣，到随着战争的推进逐渐拥戴他，但两人从未见面。
倒下的船长指代林肯，船只指美国。第1行诗句奠定了气氛，人们从内战结束获得解脱，“我们险恶的航程已经告终。”第2行的船，即美利坚“安渡过惊涛骇浪”，意味着国家经历内战的跌宕；“寻求的奖赏”是指保全国家“已赢得手中”。下一行表述了联邦胜利后的喜悦，“万千人众在欢呼呐喊；”然而，下一行话锋一转，提及船只的威严和战争的黑暗。无数人在战争中牺牲，在胜利的凯歌中人心依然作痛。第五行的重复特写诗人巨大的悲痛，船长倒下离世。毫无疑问，这指代林肯遇刺，惠特曼伤感不已。
第二段，叙述人再次呼唤船长“起来吧，请听听这钟声”，一起庆祝胜利。后三段邀请船长“起来”狂欢因为这是为他准备的。他是庆祝的理由：“为你，无数花束、彩带、花环——为你熙攘的群众在呼唤，转动着多少殷切的脸”。所有人多在欢庆林肯的成就；一场恶战后，奴隶制被废除，人民得到团结。诗人再次呼唤船长，似乎他依然站立。诗人不愿意承认敬爱的船长已经不在，以至于他问这是不是场噩梦（第15行），船长“已死去，已冷却”。
第三段的气氛凝重，诗人终于承认船长已经撒手。诗句生动地描绘黑暗的画面：“他的双唇惨白、寂静”，读者可以想象船长躺在那里一动不动，“没有脉搏、没有生命”。在第17行，诗人疾呼“我的船长”，在第18行，诗人称船长为“我的父亲”。这里指代林肯为美国国父。第19和20行总结全诗。美利坚“已安全抛锚碇泊”。它现在安全，脱离战争，“航行已完成，已告终，胜利的船从险恶的旅途归来，我们寻求的已赢得手中” 。第21行的“欢呼，哦，海岸！轰鸣，哦，洪钟”再次说明全国欢庆，而“可是，我却轻移悲伤的步履，在甲板上，那里躺着我的船长，他已倒下，已死去，已冷却”。
整篇诗词格律独特，就惠特曼来说并不常见，每段依次为AABCDEFE、GGHIJEKE和LLMNOEPE。两个头韵是第10行的“flag is flung”和第19行的“safe and sound”。重复出现了多次，如“哦，船长，我的船长”和“已倒下，已死去，已冷却” 。
《哦，船长，我的船长》成为惠特曼最著名的诗篇之一，并在林肯遇刺纪念会结束时诵读。惠特曼与此诗画了等号，以至于晚年时他喃喃道：“我去，我的船长...写了这首诗我差点后悔。”

## 后续影响
1996年，为纪念以色列总理伊扎克·拉宾遇刺一周年，以色列音乐家拿俄米·舍莫尔将这首诗译为希伯来语并谱曲。
1997年邓小平逝世后，亦有海外华人引用此诗悼念邓小平，并称邓小平为改革开放的“船长”。

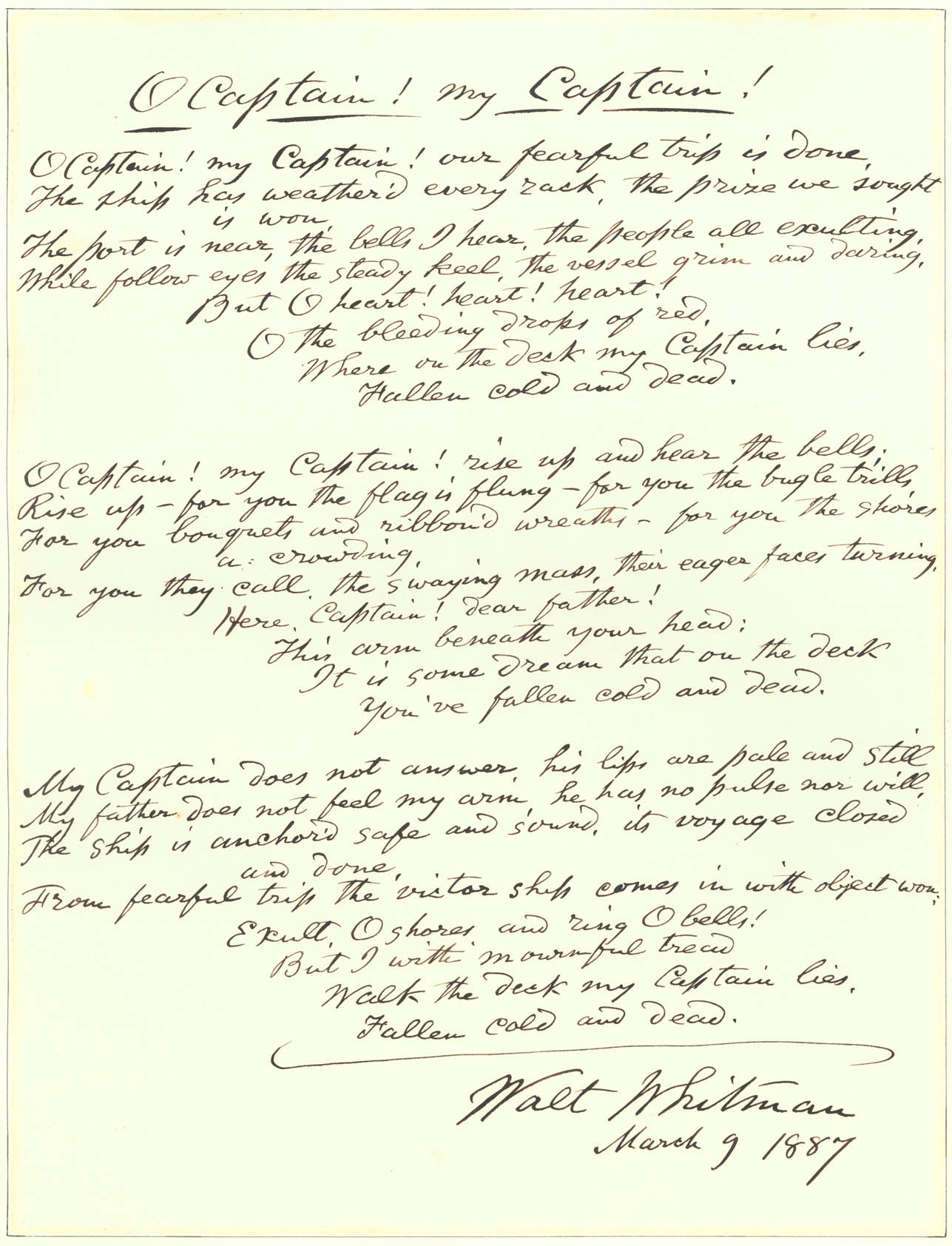
惠特曼手抄稿，1887年

1989年好莱坞电影《死亡诗社》中反复引用了“O Captain! My Captain!（哦，船长，我的船长）”这一句诗。在影片最后，罗宾·威廉姆斯饰演的基廷老师被驱逐的时候，学生们登上桌子，对他说“哦，船长，我的船长！”以示对他的支持。2014年8月12日，罗宾·威廉姆斯辞世，全世界影迷纷纷用这句话向他致意、道别。